# Ernst Friedrich von Bockelberg
Ernst Friedrich von Bockelberg (* 19. Dezember 1727 in Königsberg; † 29. Mai 1796 in Berlin) war ein preußischer Generalmajor und zuletzt Assessor des 5. Departements des Oberkriegskollegiums sowie Generalintendant der Armee.

## Leben

### Herkunft
Seine Eltern waren Johann Heinrich Friedrich Bockelberg (1684–1753) und dessen Ehefrau Maria Elisabeth, geborene von Flörcke (* Juli 1706; † 12. Januar 1781) aus dem Haus Mischen. Sein Vater war preußischer Rittmeister im Kürassierregiment Nr. 12 und wurde am 1. Dezember 1736 in den Adelsstand erhoben.

### Militärkarriere
Bockelberg kam am 25. Juli 1740 als Kadett nach Berlin. Am 1. Juli 1743 wurde er als Unteroffizier in das Infanterieregiment „von Goetze“ versetzt. Er nahm dann am Zweiten Schlesischen Krieg teil. Am 24. Juli 1745 wurde er dann zum Fähnrich befördert. Am 20. Mai 1747 wurde Bockelberg während einer Militärparade in das Regiment Garde versetzt, da er durch seine Größe auffiel. Dort wurde er am 28. Juni 1751 Sekondeleutnant und am 18. Mai 1753 der Begleitung des Königs zugeordnet, als dieser zu einer Reise nach Ostpreußen aufbrach. Der König erlaubte Bockelberg auch einen Besuch bei seinem Vater. Während des Siebenjährigen Krieges kämpfte er in der Schlacht bei Leuthen, wo er verwundet wurde. Bei Torgau erwarb er sich den Orden Pour le Mérite. In der Zeit wurde er am 27. Februar 1757 Premierleutnant, am 12. Januar 1759 Stabskapitän sowie am 24. Juli 1762 Kapitän und Kompaniechef.
Nach dem Krieg dauerte es bis zum 15. Oktober 1772, bis er Major wurde. Am 20. Oktober 1776 folgte seine Versetzung zum Infanterieregiment „von Schwartz“, wo Bockelberg Kommandeur des II. Bataillons wurde. Am 24. August 1777 wurde er zu den Herbstmanövern bei Potsdam geschickt. Er nahm noch am Bayerischen Erbfolgekrieg teil, bevor er am 4. Oktober 1780 seine Demission erhielt.
Am 25. Juni 1787 wurde er Oberst der Armee und als Assessor des 5. Departement des Oberkriegskollegs sowie als Generalintendant der Armee eingesetzt. Am 20. September 1788 wurde er Mitglied der Kommission zu Neuordnung des Kantonsystems unter General von Möllendorf. Zur Mobilmachung am 21. April 1790 wurde er als Intendant der Hauptarmee in Schlesien zugeordnet. Am 20. Mai 1792 wurde er noch zum Generalmajor mit Patent vom 25. Mai 1792 befördert. Er starb am 29. Mai 1796 in Berlin und wurde am 1. Juni 1796 in der Garnisonkirche beigesetzt.

### Familie
Bockelberg heiratete 1762 in Breslau Johanna Karoline Meyer (* 19. November 1739; † 21. Juni 1811), eine Tochter des kursächsischen Rates Heinrich Christian Meyer. Das Paar hatte mehrere Kinder:
- Heinrich Friedrich (* 18. September 1763; † 15. November 1844), württembergischer Oberst und Kammerherr ⚭ 1793 Henriette Charlotte Kracker von Schwartzenfeldt (* 20. Oktober 1769; † 30. Mai 1845)
- Henriette Karoline Friederike (* 4. April 1768; † 5. Dezember 1826) ⚭ Carl August von Stutterheim (1759–1820), preußischer Generalmajor
- Henriette Elisabeth Wilhelmine (* 7. Dezember 1775; † 22. März 1831) ⚭ 1797 Johann Anton Paul von Gontard (* 3. März 1767; † 1. März 1813), in Oels Major der Gendarmen